# Lafayette Township (comté de Clinton, Missouri)
Lafayette Township est un ancien township  du comté de Clinton dans le Missouri, aux États-Unis,. 
Il est fondé en 1833 et baptisé en référence à Gilbert du Motier de La Fayette.

## Source de la traduction
- (en) Cet article est partiellement ou en totalité issu de l’article de Wikipédia en anglais intitulé « Lafayette Township, Clinton County, Missouri » (voir la liste des auteurs).